# 富士急行5200形電車
富士急行5200形電車（ふじきゅうこう5200がたでんしゃ）は、1977年（昭和52年）に登場した富士急行の電車である。

## 概要
小田急4000形電車へ主電動機を譲り渡した小田急1900形電車8両を1976年に譲受し、3600形の主電動機を流用した。形式の5200は運用開始年の1977年が昭和52年であったことに由来し、片運転台の制御電動車モハ5230形・制御車クハ5260形の2形式により構成される。先にモハ5235・クハ5265から改造が始められ、同年4月10日より営業運転を開始した。
老朽化のため1983年に登場した5700形に置き換えられ、翌1984年に全8両が廃車となった。

## 車両概説
改造は自社工場にて行われた。外観においては塗装の変更、前面貫通路両脇の手すりと前面貫通路渡り板の撤去が行われた。前面行先表示器は当初撤去されたが、方針の変更により再度設置され、運用されることとなった。
機器類は3600形の主電動機を流用、歯車比の変更、放送配線の新製と空制ホースの位置変更が行われた。この他保温回路の新設と変換器の設置が行われた。また、勾配対策として手ブレーキを1両当たり2個設置した。
富士急行に譲渡された時点では小田急電鉄時代の廃車当時の塗装のままで、改造までの間は河口湖駅構内に留置されていた。車体の外観はほとんど原型を保っていたが、屋根上のランボードが撤去されている。また、晩年のクハ5265は寒冷対策により屋根上のベンチレーターが全て撤去されていた。

## 車両一覧
小田急時代同様末尾の番号が同じ車両同士の2両編成となった。なお、末尾4は忌み番として欠番となっている。
| 富士急行での車両番号 | 富士急行での車両番号 | 小田急時代の車両番号 | 小田急時代の車両番号 | 入線           | 廃車           |
| -------------------- | -------------------- | -------------------- | -------------------- | -------------- | -------------- |
| モハ5231             | クハ5261             | デハ1911             | クハ1961             | 1976年11月29日 | 1984年10月10日 |
| 5232                 | 5262                 | 1912                 | 1962                 | 1976年12月13日 | 1984年10月10日 |
| 5233                 | 5263                 | 1913                 | 1963                 | 1976年11月15日 | 1984年10月10日 |
| 5235                 | 5265                 | 1914                 | 1964                 | 1976年11月22日 | 1984年1月6日   |

表の出典
- 大澤茂「富士急行5200系デビュー」『鉄道ファン』第17巻第9号、交友社、1977年9月1日、102頁。
- 服部朗宏「その後の関東のローカル私鉄（Ⅱ）」『鉄道ピクトリアル アーカイブスセレクション』第33号、電気車研究会 鉄道図書刊行会、2016年3月10日、11頁。